# Trecastelli
Trecastelli és un comune (municipi) de la província d'Ancona, a la regió italiana de les Marques, creat l'any 2014 a partir de la fusió dels municipis de Ripe, Castel Colonna i Monterado. Aquests tres pobles són ara frazione del municipi. L'ajuntament està a Ripe.
A 1 de gener de 2019 la seva població era de 2.025 habitants.
Trecastelli limita amb els següents municipis: Corinaldo, Mondolfo, Monte Porzio, Ostra, San Costanzo i Senigallia.